# Clarksville (Nou Hampshire)
Clarksville és una població dels Estats Units a l'estat de Nou Hampshire. Segons el cens del 2000 tenia 294 habitants.

## Demografia
Segons el cens del 2000, Clarksville tenia 294 habitants, 118 habitatges, i 88 famílies. La densitat de població era d'1,9 habitants per km².
Dels 118 habitatges en un 30,5% hi vivien nens de menys de 18 anys, en un 66,9% hi vivien parelles casades, en un 2,5% dones solteres, i en un 25,4% no eren unitats familiars. En el 19,5% dels habitatges hi vivien persones soles el 5,9% de les quals corresponia a persones de 65 anys o més que vivien soles. El nombre mitjà de persones vivint en cada habitatge era de 2,47 i el nombre mitjà de persones que vivien en cada família era de 2,8.
Per edats la població es repartia de la següent manera: un 22,8% tenia menys de 18 anys, un 4,1% entre 18 i 24, un 23,5% entre 25 i 44, un 38,1% de 45 a 60 i un 11,6% 65 anys o més.
L'edat mediana era de 44 anys. Per cada 100 dones de 18 o més anys hi havia 102,7 homes.
La renda mediana per habitatge era de 40.179$ i la renda mediana per família de 44.688$. Els homes tenien una renda mediana de 32.750$ mentre que les dones 21.111$. La renda per capita de la població era de 18.090$. Entorn del 5,4% de les famílies i el 3,7% de la població estaven per davall del llindar de pobresa.